# Districte de Midnapore
El districte de Midnapore (també Midnapur o Medinipur) fou una divisió administrativa de la província de Bengala i després de 1947 de Bengala Occidental amb capital a Midnapore. Va existir fins a l'1 de gener de 2002 quan fou dividit en dos districtes:
- Districte de Purba Medinipur o Districte d'East Midnapore (Midnapore Oriental, capital Midnapore)
- Districte de Paschim Medinipur o Districte de West Midnapore (Midnapore Occidental, capital Tamluk)

## Història
La part oriental del districte formà part antigament del regne de Suhma o Tamralipta, antic nom de Tamluk, a la riba del Rupnarayan i que derivava el seu nom de "tamra" (coure) que era un producte d'exportació; els rages foren kshattriyas de la dinastia del Paó (Peacock); el darrer fou Nisankha Narayan, que va morir infant i el tron fou usurpat per un poderós cap aborigen de nom Kalu Bhuiya, que va fundar la dinastia kaibartta o dels kaibarttes (reis pescadors) de Tamluk, considerats generalment descendents dels aborígens bhuiyes convertits als hinduisme. La dinastia kaibartta va durar fins a la independència de l'Índia i encara després van conservar el títol.
Tot el districte junt amb el regne de Kalinga (corresponent aproximadament a l'actual Orissa) va caure sota influència budista al segle V aC. Al segle V dC el peregrí xinès Fa Hian va passar dos anys a Tamluk abans d'anar a Ceilan. Un altre peregrí xinès, Hiuen Tsiang, esmenta Tamluk al segle VII encara com un centre budista important amb 10 monestirs i un miler de monjos i un pilar del rei Asoka.
Al segle XVI va esdevenir un sarkar de l'imperi mogol amb el nom de Jaleswar, que tenia per capital Jaleswar (després al districte de Balasore) i estava a la suba d'Orissa al temps de l'establiment de Todar Mal el 1582. A Hijili el 1687 Job Charnock amb una petita força va resistir l'atac dels mogols i d'aquí va embarcar cap a Calcuta. Després del 1707 els marathes van cobrar tribut a la part sud. La posició del districte el feia vulnerable a les incursions marathes des d'Orissa i als atacs dels terratinents de la jungla a l'oest; aquestos terratinents van agafar el títol de rages.
El 1760 Mir Kasim, el subadar o nawab de Bengala instal·lat pels britànics va cedir els districtes de Burdwan, Midnapore i Chittagong a la Companyia Britànica de les Índies Orientals en compensació de les despeses militars britàniques. Per un tractat posterior de data 10 de juliol de 1763, Mir Jafar, reinstal·lat al lloc de Mir Kasim, va confirmar la cessió dels districtes, que s'estimava aportaven un terç dels ingressos de tota Bengala. Com a resultat de la decisiva batalla de Buxar el 1765, el govern de Bengala, Bihar i Orissa fou conferit a perpetuïtat a la companyia; aleshores Orissa només incloïa el districte de Midnapore i part del de Hugli (la resta va restar en mans dels marathes fins al 1803). El principal oficial de la companyia a Orissa era el resident a Midnapore.
Als primera anys d'administració britànica hi va haver diversos conflictes amb els caps de les zones muntanyoses dins i fora dels límits i es van haver de fer diverses expedicions. El 1778 es parla d'aquestos rages com a caps de bandolers que saquejaven als seus veïns; els seus arrendataris eren també bandits al servei del raja; els rages zamindars i la seva gent estaven sempre en armes; una vegada a la collita tots cridaven a la gent bé per defensar el territori o bé per atacar al del veí. Jaleswar fou en aquestos anys un fort de frontera per controlar als marathes i a aquestos bandits; els rages, especialment els rics, posseïen fortificacions considerables, on es retiraven quan calia. Un dels rages més problemàtics fou el de Morbhanj, que governava una pargana als Jungle Mahals a més del seu propi territori; els documents britànics estan plens de referències a les seves incursions; quan el 1783 va reclamar un territori i els britànics li van refusar, es va aliar a un altre raja i junts van envair territori britànic; la companyia es va aliar llavors amb el governador maratha d'Orissa i va obligar el raja de Morbhanj a sotmetre's quedant obligat a pagar una renda anual de 20 lliures.

## Geografia
La part sud del districte, després subdivisions de Tanluk i Contai foren administrades inicialment per un agent i col·lector resident a Hijili, constituint el districte d'Hijili (o districte d'Hijli). La resta formava el districte de Midnapore. El 1789 Tamluk fou transferida a Midnapore però Hijili va romandre com a col·lectorat o districte separat fins al 1836 quan una part fou inclosa a Midnapore i la resta al districte de Balasore. Dhalbhum, que originalment feia part de Midnapore, fou transferida el 1833 al districte de Manbhum (i després al districte de Singhbhum) però el 1876 quaranta-cinc pobles foren restituïts a Midnapore. El 1872 també foren agregades a aquest districte les parganes de Chandrakona i Barda que fins aleshores pertanyien al districte d'Hooghly.
El districte fou part de la divisió de Burdwan i tenia una superfície de 13.432 km² sent el més gran i poblat dels districtes de Bengala. Les parts orientals (subdivisions de Tamluk i Contai) eren de terreny deltaic, tenien les boques dels rius Rasulpur i Haldi. Altres rius eren el Rupnarayan més al nord. El riu Hugli i els seus afluents (Rupnarayan, Haldi i Rasulpur) eren els principals del districte; altres eren el Silai, Kaliaghai i Kasai; el Subarnarekha creuava una poprció del districte. Fou greument afectat pel cicló del 1864 quan van morir almenys 53.000 persones i altres 55.000 per les epidèmies que van seguir. La població era: 1872: 2.542.920, 1881: 2.515.565, 1891: 2.631.466; 1901: 2.789.114.
Administrativament estava format per quatre talukes o subdivisions: Midnapore, Ghatal, Tamluk i Contai.
Cinc ciutats, Ghatal, Chandrakona, Kharar, Ramjibanpur i Khirpai estaven situades al nord-est van patir a començament del segle la frebre de Burdwan que afectava principalment al districte de Burdwan i als veïns. Altres ciutats eren Midnapore (la capital) i Tamluk. les municipalitats eren Midnapore, Tamluk, Ghatal, Chandrakona, Ramjibanpur, Khirpai, i Kharar. El 88% dels habitants eren hindús, el 7% musulmans i el 5% animistes. La casta principal eren els kaibarttas (un terç de la població). Hi havia 2.733 hisendes zamindaris establertes, i 200 establertes només temporalment, i a més 67 zamindaris administrats pel govern britànic. Estats on el poder britànics no s'havia establert definitivament eren Jalamuta, Majnamuta, Kalyanpur i Balarampur, els dos primers rages perquè es van negar a participar, ja que no es podia establir una renda permanent perquè hi havia inundacions freqüents; Kalyanmpur era un taufir o excés que fou deixat expressament; Balarampur fou comprat pel govern el 1838 a canvi dels deutes. Dels altres 196 estats no establerts definitivament, Pataspur ho fou després de treballar 15 anys a partir de 1897 i la resta d'estats a partir dels primers anys del segle XX. El districte comptava amb un far a Geonkhali a la riba dreta del Hooghly, a l'altre costat de la punta nord de l'illa de Sagar.
La subdivisió o taluka de Midnapore tenia una superfície de 8.472 km² i una població el 1901 d'1.277.749; la capital era Midnapore (33.140 habitants) i tenia 3.782 pobles.

## Primera divisió del districte
A partir del 1907 es va parlar de divisió però el conflicte que va suposar la creació de la província de Bengala Oriental i Assam, va aturar tots els plans fins que la província fou reunificada. El 1915 es va restaurar el districte d'Hijili (26 de gener) però s'hi van oposar els zamindars que tenien una doble imposició, ja que els seus territoris sovint eren als dos nous districtes; també hi va haver oposició d'altres sectors, i els advocats consideraven que era una despesa inútil i que hi havia coses més urgents; l'influent polític Birendranath Sasmal, hi va donar inicialment suport quan pensava que la capital seria Contai, la seva ciutat, però li va retirar quan la capital es va fixar a Hijli o Hijili; el Congrés Nacional Indi també s'hi oposava perquè controlava a les masses del districte unit però podia perdre el seu suport separadament. L'agitació en contra va subsistir i finalment el 1921 es va anul·lar la decisió oficialment per raons financeres.

## Segona divisió
Després del 1947 diversos governs van exposar la idea d'una partició però sempre es va posposar; la situació esdevenia urgent perquè amb 9,7 milions d'habitants l'administració d'un territori tan gran i poblat esdevenia complicada. Finalment el ministre comunista de Bengala Buddhadev Bhattacharya la va imposar i en va anunciar la data: 1 de gener de 2002. Midnapore s'hi oposava perquè perdia importància, mentre Tamluk, designada capital, hi era favorable. Contai, que altre cop quedava descartada com a capital, també s'hi oposava igual que Trinamool Congress, el principal partit d'oposició. Una part dels mitjans eren favorables perquè millorava la salud, educació i serveis en general, mentre que els opositors al·legaven que la revolta naxalita al Paschim Medinipur s'emportaria tots els recursos del districte per al combat. Edificis administratius es van haver de construir a Tamluk tan aviat com es va decidir la partició.

## Arqueologia
- Temple de Tamluk d'origen budista però avui hindú (dedicat a Kali)
- Forts (garhs) a les terres altes, dels petits rages de la jungla
- Dipòsits i embarcadors antics